# يامانوبي
يامانوبي  هي بلدية في اليابان، وبلدة في اليابان، تقع في ياماغاتا، بلغ عدد سكانها 14,120  نسمة وذلك حسب إحصائيات سنة 2018، تبلغ مساحتها 61.45 كيلومتر مربع.